# 大河原翔
大河原 翔（おおかわら しょう、2003年8月17日 - ）は、千葉県千葉市出身の元プロ野球選手（外野手）。右投右打。NPBでは育成選手であった。

## 経歴

### プロ入り前
小学校時代は千葉市中央区に拠点を置く院内イーグルスに所属し、中学時代は千葉西リトルシニアでプレーした。
高校は地元千葉を離れ、山形県の東海大山形高校に進学。1年夏から外野のレギュラーを掴み、3年夏の県大会では決勝戦で日大山形に敗れ甲子園出場は果たせなかったものの、打率.578を記録し準優勝に貢献した。高校通算31本塁打。
2021年10月11日、ドラフト会議にて東北楽天ゴールデンイーグルスから育成3位で指名を受ける。11月12日、支度金300万円、年俸250万円で契約合意した。

### プロ入り後
「将来の大砲候補」と期待されたがプロ3年間で支配下登録されることなく、2024年オフに戦力外通告を受けた。同年11月29日に球団より同年限りでの現役引退が発表された。

### 現役引退後
引退後の翌2025年からは、楽天のアカデミーコーチに就任。社会人野球での現役続行も模索していた中で、球団から打診を受けての就任であった。

## 詳細情報

### 年度別打撃成績
- 一軍公式戦出場なし

### 背番号
- 144（2022年 - 2024年）